# Adesmia villosa
Adesmia villosa är en ärtväxtart som beskrevs av Joseph Dalton Hooker. Adesmia villosa ingår i släktet Adesmia och familjen ärtväxter. Inga underarter finns listade i Catalogue of Life.